# Longido (Stadt)
Longido ist ein Verwaltungsbezirk (Ward) und die Distrikthauptstadt von Longido in der tansanischen Region Arusha.

## Geografie
Longido liegt im Norden von Tansania etwa 70 Kilometer nördlich von Arusha. Zum Bezirk gehört auch der südliche Anstieg zum Longido. Im Norden grenzt der Bezirk an Kimokouwa, im Osten, Süden und Westen ist er von Orbomba umschlossen.
Longido hat eine Fläche von 12,6 Quadratkilometern. Bei der Volkszählung 2022 lebten hier 3948 Menschen in 1181 Haushalten.

## Gliederung
Der Bezirk besteht aus einer Gemeinde (Mtaa) mit zwei Stadtteilen (Kitongoji):
| Longido - Madukani - Shuleni |

## Wirtschaft und Infrastruktur
- Bildung: Die Longido Secondary School ist eine öffentliche höhere Schule mit einer Ausbildung bis zur 4. Stufe.[8]
- Gesundheit: In Longido befinden sich ein Distriktkrankenhaus[9] und ein Gesundheitszentrum.[10]